# Pebatjma
Pebatjma (hay Pebatma) là một nữ hoàng Nubia có niên đại thứ hai mươi lăm của Ai Cập. Bà là vợ của vua Kashta. Bà được nhắc đến trên một bức tượng của con gái Amenirdis I, hiện ở Cairo (42198). Bà cũng được đề cập trên một bức tường từ Abydos.

## gia đình
Pebatjma là vợ của vua Kashta. Một số đứa trẻ của bà được ghi lại:
- Vua Piye - Được cho là con trai của Kashta và do đó có thể là con trai của Pebatjma
- Vua Shabaka - Được nhắc đến như một người anh em của Amenirdis I, và do đó là con trai của Kashta và Pebatjma.[1][3]
- Nữ hoàng Khensa - Vợ của Piye, được cho là con gái của Kashta [3] và có thể là Pebatjma.[1]
- Nữ hoàng Peksater (hay Pekareslo) - Bà đã kết hôn với Piye và được chôn cất tại Abydos. Bà ấy có thể đã chết khi đi cùng Piye trong một chiến dịch đến Ai Cập.[3] Laming và Macadam cho rằng bà là con gái nuôi của Pebatjma.[2]
- Vợ của Amun Amenirdis I. Một bức tượng của Amenirdis đề cập bà là con gái của Kashta và Pebatjma.
- Neferukakashta - Nghĩ là con gái của Kashta [3] và có thể là Pebatjma.[1]

## Nhận dạng có thể với Pabtamer
| G40 | U23 | t · b · D41 | N16 · U7 | A51 |

| G40 | U23 | t · b · D41 | N16 · U7 | A51 |

Có thể nhưng không có nghĩa là chắc chắn rằng Pebatjma giống hệt với một phụ nữ hoàng gia tên là Claustamer (Pa-abt-ta-mer). Một tấm bia từ Abydos thuộc về một vị tướng tên là Paqattereru (Pekatror) ghi lại cách vị tướng này được Osiris kêu gọi để chôn cất mẹ của mình,Pabtamer, người có cái tên đẹp Meres-Nip ("người yêu của Napata" hoặc "Bà yêu Napata"). Bà giữ các danh hiệu Thánh nữ của Amun, Chị của Vua, Con gái của Vua và Mẹ của Người tôn thờ Thiên Chúa. Có ý kiến cho rằng Pa-abt-ta-mer là một từ Ai Cập hóa tên Pebatjma. Vấn đề với việc xác định là Pa-abt-ta-mer giữ các danh hiệu hơi khác so với các danh hiệu được ghi cho Pebatjma trên các di tích khác. Hơn nữa, danh hiệu của con gái nhà vua hơi có vấn đề vì không có vị vua nào được biết có thể là cha của bà. Paqattereru không phải là con trai của nhà vua, và những sự thật này có thể chỉ ra Pa-abt-ta-mer là một người vợ vô danh khác của Piye hoặc Taharqa, và là mẹ của Shepenupet II hoặc Amenirdis II.